# Wapen van Diepenbeek

Het wapen van Diepenbeek

Het wapen van Diepenbeek werd op 10 januari 1902 per koninklijk besluit aan de Limburgse gemeente Diepenbeek toegekend. Het wapen werd in 1926 gewijzigd en in 1986 werd het wapen in gebruik bevestigd.

## Blazoenering
De blazoenering luidt als volgt:
Van zilver met een breedarmig kruis van sabel, het schild geplaatst voor een Heilige Servatius rechtstaand, naar voren gekeerd, met nimbus, gekleed met zijn bisschoppelijke gewaden, houdend in de rechterhand een sleutel en in de linkerhand een bisschopsstaf, de kromming naar buiten gekeerd, alles van goud.
Het wapen bestaat uit een zilveren schild met daarop een zwart kruis waarvan de uiteinden van de armen uitlopen. Achter het schild, dus als schildhouder, staat Sint Servatius. Hij heeft om zijn hoofd een aureool. In zijn recherhand houdt hij een enkele sleutel en in zijn linkerhand een kromstaf met de krul naar links gekeerd. De heilige en al zijn attributen zijn goud van kleur.

## Geschiedenis
In haar bestaan heeft de plaats Diepenbeek verscheidene wapens gehad. Het oudste bekende zegel van de schepenbank van Diepenbeek stamt uit 1386 en toont Sint-Servaas, de parochieheilige, met een geruit schild. Het geruite schild is het wapen van de familie Van Diepenbeek. Deze familie had het gebied rond Diepenbeek tot 1395 in het bezit. Het gebied waartoe Diepenbeek behoorde was echter betwist. Zowel het prinsbisdom Luik als het hertogdom Brabant zagen zichzelf als leenheren van het gebied. Het Prinsbisdom kreeg uiteindelijk het overwicht. Na de familie Van Diepenbeek kwam het gebied in verschillende handen. In 1434 werd een aangepast zegel gebruikt, waarop de parochieheilige staat met twee schildjes. Het heraldisch rechter schild is geruit, het linker is niet identificeerbaar. Na het overlijden van de laatste eigenaar Jan van Schoonvorst werd het gebied opgedeeld. In 1678 kon de landcommandeur van Alden Biesen, Edmond Godfried von Bocholtz, de twee helften weer samenvoegen en werd het eigendom van de Duitse Orde. Het wapen van Diepenbeek is gebaseerd op dat van de Duitse Orde. Sint-Servaas komt, gelijk aan de zegels, terug als schildhouder. Het wapen van de Duitse Orde heeft een rechtarmig kruis, het wapen van Diepenbeek kreeg echter in de loop van de 17e en 18e eeuw een breedarmig kruis. Hoewel de Vlaamse Heraldische Raad heeft aangeraden het kruis aan te passen, heeft de gemeente Diepenbeek hiervan afgezien.